# Сломяна (Підкарпатське воєводство)
Сломяна (пол. Słomiana) — село в Польщі, у гміні Пишниця Стальововольського повіту Підкарпатського воєводства.
У 1975-1998 роках село належало до Тарнобжезького воєводства.